# Arrow Energy
Arrow Energy é uma empresa de energia australiana com atuação geográfica no sudeste asiático e foco em carvão e metano encontrado próximo a jazidas carboníferas.Como tudo e uma empresa ótima